# All Star Perche 2020
Navigation
Édition 2019 Édition 2021
La cinquième édition du meeting All Star Perche, compétition d'athlétisme en salle de saut à la perche, s'est déroulée le 23 février 2020 à Clermont-Ferrand, en France. Considérée comme la compétition la plus prestigieuse de saut à la perche au monde, la réunion accueille les meilleurs athlètes mondiaux de la discipline.

## Déroulement
La compétition se déroule le 23 février 2020 à 15 heures, heure locale.

## Résultats
| Rang               | Nom                 | Nationalité | 5,50 m | 5,65 m | 5,80 m | 5,87 m | 5,94 m | 6,01 m | 6,19 m | Marque | Notes |
| ------------------ | ------------------- | ----------- | ------ | ------ | ------ | ------ | ------ | ------ | ------ | ------ | ----- |
| Médaille d'or      | Armand Duplantis    | Suède       | —      | o      | —      | o      | —      | o      | xxx    | 6,01 m |       |
| Médaille d'argent  | Renaud Lavillenie   | France      | —      | o      | o      | o      | o      | xxx    |        | 5,94 m | SB    |
| Médaille de bronze | Sam Kendricks       | États-Unis  | —      | o      | o      | o      | —      | xxx    |        | 5,87 m |       |
| 4                  | Ben Broeders        | Belgique    | o      | o      | o      | xxx    |        |        |        | 5,80 m | =PB   |
| 5                  | Harry Coppell       | Royaume-Uni | o      | xo     | xo     | xxx    |        |        |        | 5,80 m | =PB   |
| 6                  | Cole Walsh          | États-Unis  | o      | xxo    | xo     | xxx    |        |        |        | 5,80 m |       |
| 7                  | Alioune Sène        | France      | o      | o      | xxx    |        |        |        |        | 5,65 m |       |
| 7                  | Mathieu Collet      | France      | o      | o      | xxx    |        |        |        |        | 5,65 m |       |
| 9                  | Valentin Lavillenie | France      | o      | xxx    |        |        |        |        |        | 5,50 m |       |

| Rang               | Nom            | Nationalité | 4,31 m | 4,46 m | 4,56 m | 4,66 m | 4,74 m | 4,80 m | 4,93 m | Marque | Notes |
| ------------------ | -------------- | ----------- | ------ | ------ | ------ | ------ | ------ | ------ | ------ | ------ | ----- |
| Médaille d'or      | Sandi Morris   | États-Unis  | —      | —      | o      | o      | o      | xxo    | xxx    | 4,80 m |       |
| Médaille d'argent  | Yarisley Silva | Cuba        | —      | o      | xxo    | o      | o      | xxx    |        | 4,74 m |       |
| Médaille de bronze | Tina Sutej     | Slovénie    | xo     | o      | o      | xo     | xo     | xxx    |        | 4,74 m | NR    |
| 4                  | Holly Bradshaw | Royaume-Uni | —      | o      | o      | o      | xxx    |        |        | 4,66 m |       |
| 6                  | Iryna Zhuk     | Biélorussie | —      | o      | o      | xxx    |        |        |        | 4,56 m |       |
| 4                  | Alysha Newman  | Canada      | —      | xo     | o      | xxx    |        |        |        | 4,56 m |       |
| 7                  | Marion Lotout  | France      | o      | o      | xxx    |        |        |        |        | 4,31 m |       |